# APECAT
La Asociación de productores-editores fonográficos y videográficos catalanes (APECAT) es una organización sin ánimo de lucro que representa los intereses de las discográficas catalanas.
Fundada en diciembre de 2003 en Barcelona, tiene come objetivo la consolidación y estabilidad del sector fonográfico y videográfico en Cataluña y aspira a la erradicación de la piratería.
APECAT es miembro de la Plataforma por la música independiente y de Impala.

## Sellos Asociados
- Bankrobber
- BCore Disc
- Blanco y Negro
- Cambra records
- Columna música
- Cromosoma
- Discmedi
- Divucsa
- Edivox
- Ensayo
- Frank Andrada Music
- Gorvijac
- Kasba music
- K. industria cultural
- L’indi music
- La mà de Guido
- Meta Network
- Música global discográfica
- Ona digital
- Open records S.A.
- Picap
- Produccions Blau
- Propaganda pel fet
- Pupilo Records
- Satchmo jazz
- Sinnamon records
- Taller de musics S.L.
- Temps Record
- Tritó S.L.
- Ventilador music
- Vicious records, S.L.U.
- World music factory